# Брайль-Бригельс
Брайль-Бригельс (романш. Breil/Brigels) — коммуна в Швейцарии, в кантоне Граубюнден.
Входит в состав региона Сурсельва (до 2015 года входила в округ Сурсельва).
Официальный код — 3981.

## История
На 31 декабря 2006 года население составляло 1308 человек.
1 января 2018 года в состав коммуны вошли бывшие коммуны Вальтенсбург/Вуорц и Андиаст.

## Фотографии

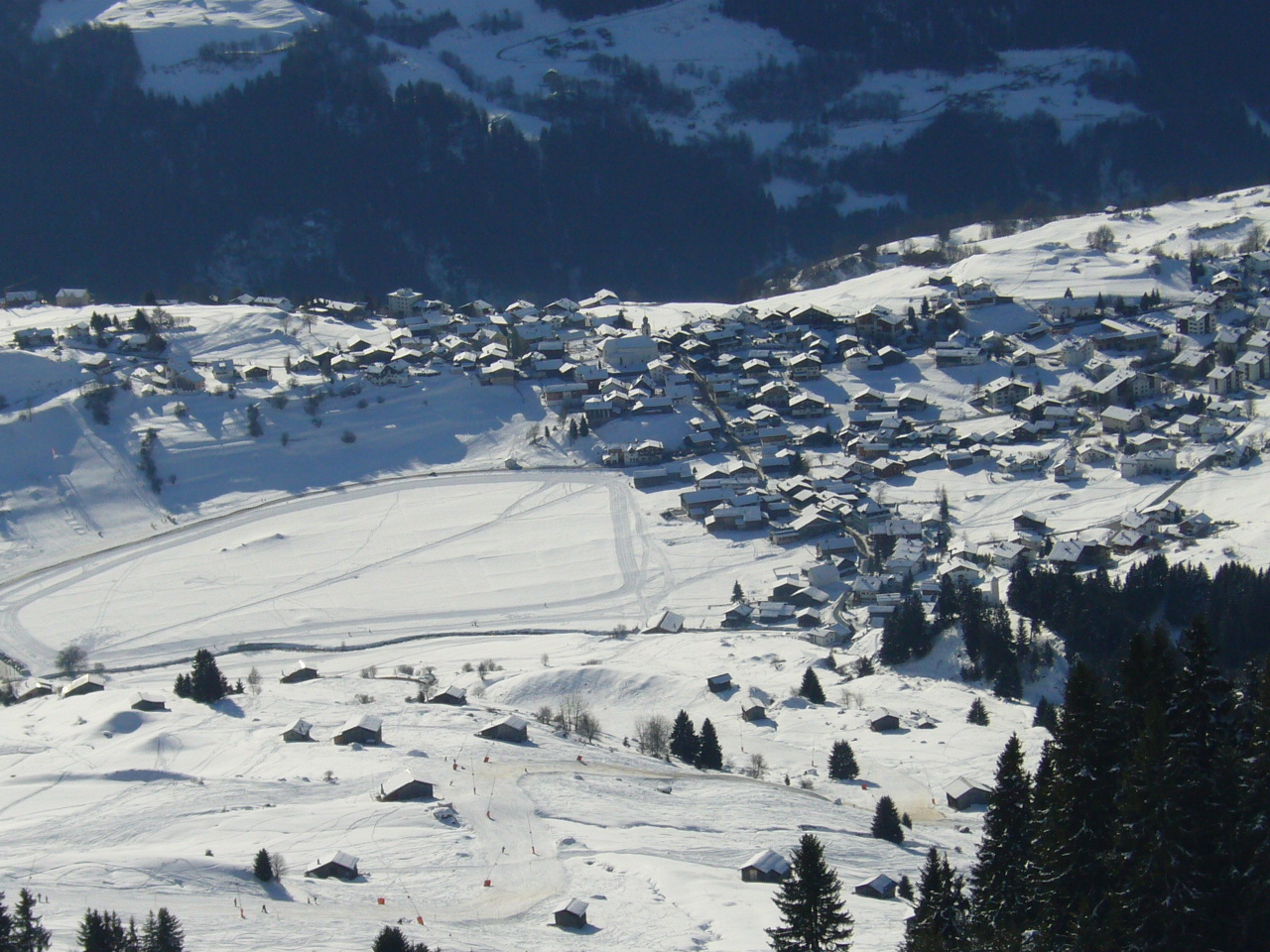
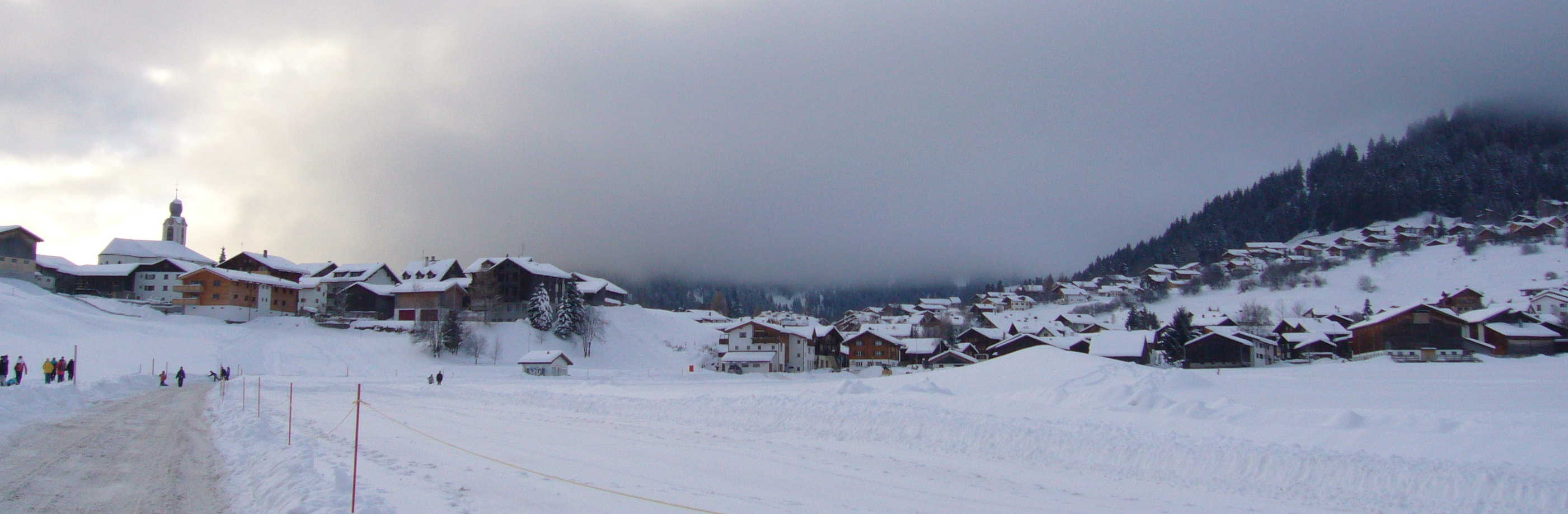
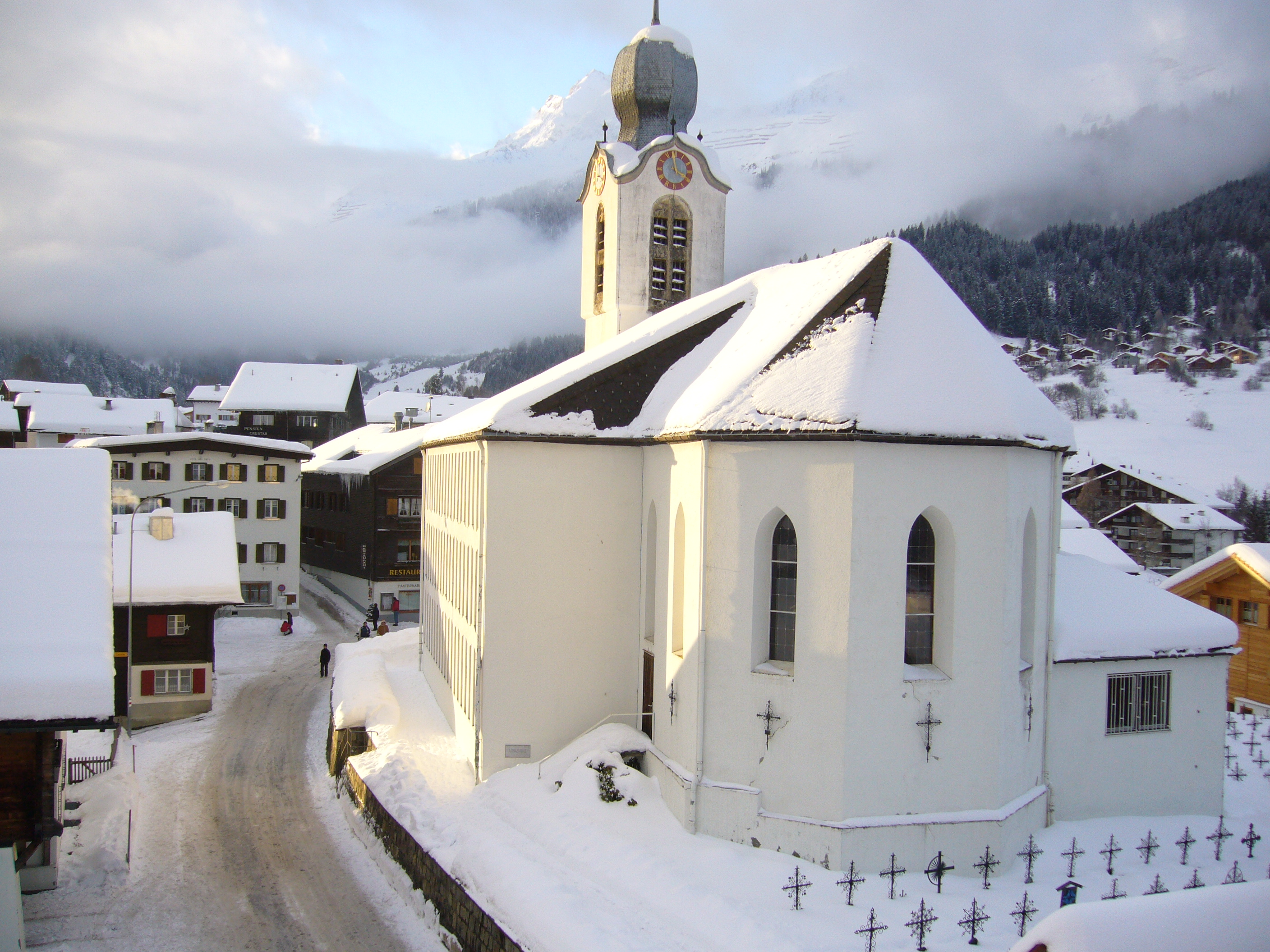
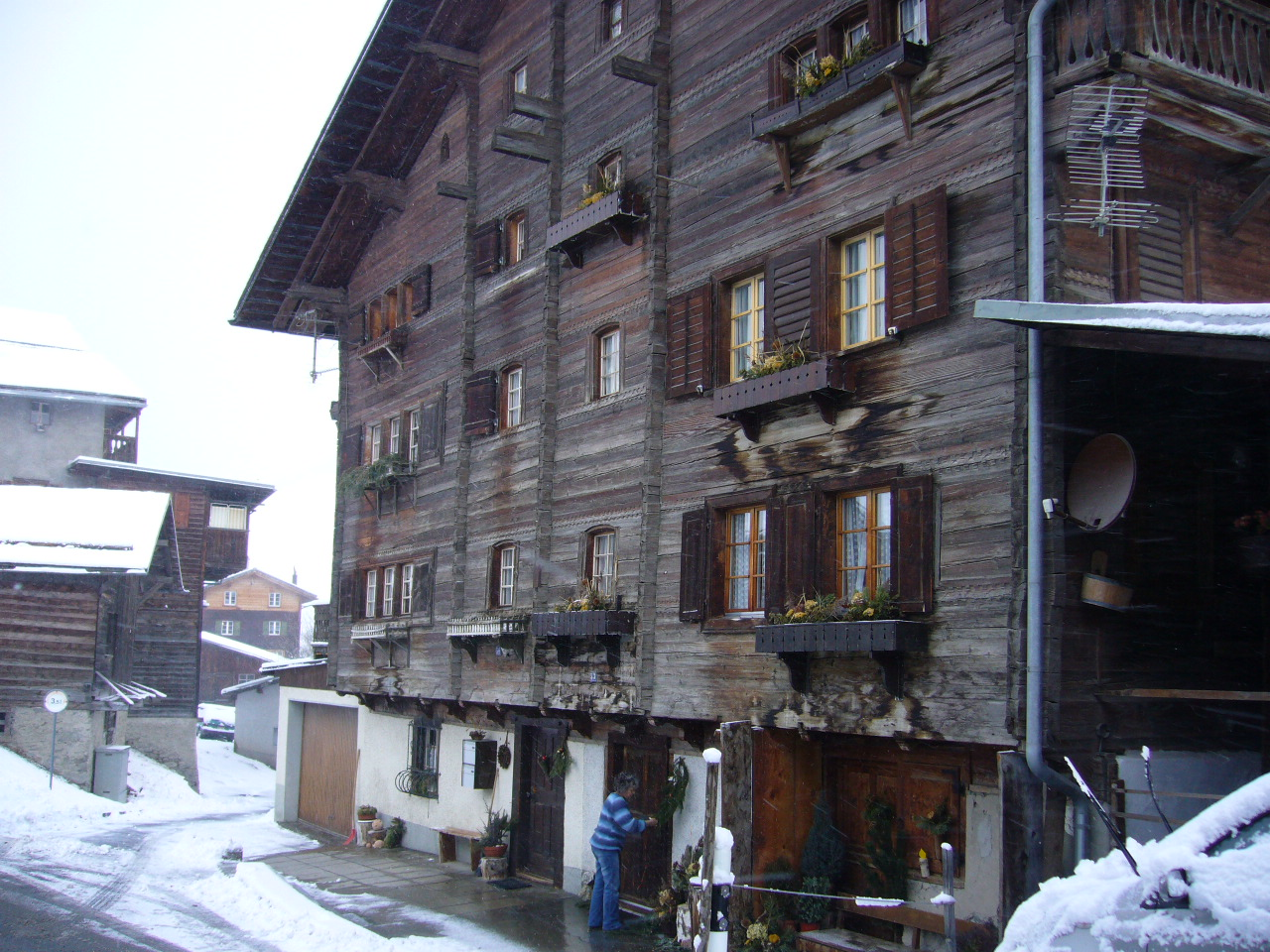
Церковь
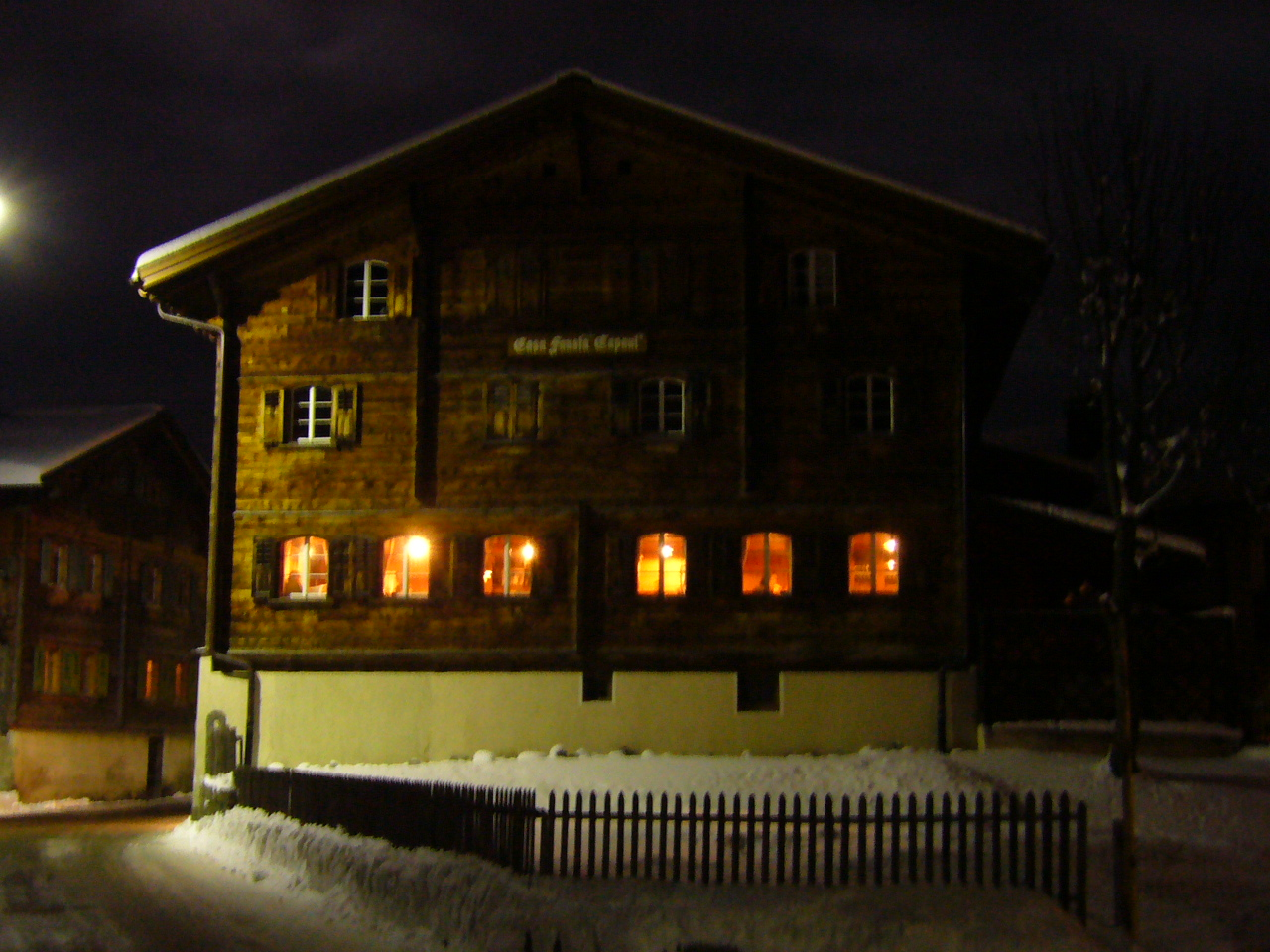
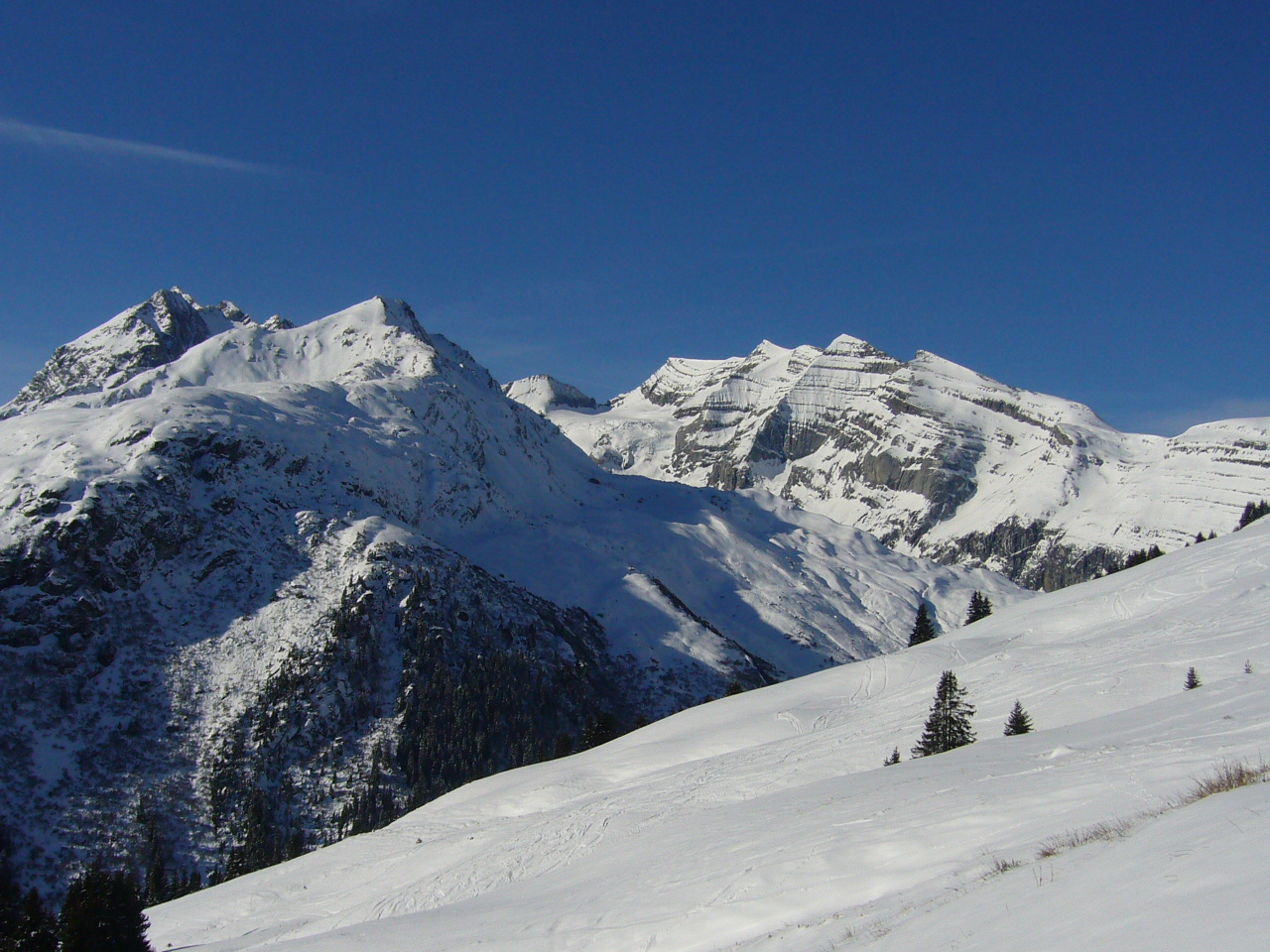